# Křesťanskodemokratický střed
Křesťanskodemokratický střed (italsky Centro Cristiano Democratico, zkratka CCD), byla italská křesťanskodemokratická politická strana, aktivní v letech 1994 až 2002. Zahrnula v sobě většinu někdejšího pravicového křídla Křesťanské demokracie. Roku 2002 spolu s dalšími dvěma středovými stranami vytvořila Unii středu.

## Historie
Křesťanskodemokratický střed založili doprava orientovaní členové Křesťanské demokracie, kteří odmítli její transformaci do Italské lidové strany (PPI) a podporovali alianci se stranou Forza Italia (FI) Silvia Berlusconiho. PPI se s Berlusconim spojit odmítla a vytvořila centristickou alianci Pakt pro Itálii. Čelnými postavami CCD byli od počátku Pier Ferdinando Casini a Clemente Mastella.
Na základě dohody s PPI Křesťanskodemokratický střed získal 15 procent majetku zaniknuvší Křesťanské demokracie a PPI byla uznána právním nástupcem DC. Pro parlamentní volby 1994 CCD vstoupil do koalice Pól svobody v severní Itálii a Pólu dobré vlády v jižní Itálii. Voleb se strana zúčastnila na kandidátce Forza Italia a získala 27 poslanců a 12 senátorů. Následně CCD vstoupil do první vlády Silvia Berlusconiho, kde obsadil posty ministra práce a ministra školství.
Po pádu Berlusconiho kabinetu se konaly v roce 1996 nové volby. Těch se Křesťanskodemokratický střed zúčastnil na společné kandidátce se Spojenými křesťanskými demokraty (CDU), skupinou pravicově zaměřených politiků, kteří roku 1994 ještě zůstali v PPI, ale o rok později ji stejně opustili. Koalice CCD – CDU ve volbách obdržela 5.8 % hlasů a 30 poslanců (z toho 19 CCD). V Senátu získal Křesťanskodemokratický střed 15 mandátů. Volby ale celkově vyhrála středolevicová koalice Olivovník, strana tak putovala do opozice.
Roku 1998 stranu opustil Clemente Mastella a založil vlastní formaci Křesťanští demokraté pro republiku, se kterou podpořil středolevicovou vládu Massima D'Alemy.
Parlamentních voleb 2001 se Křesťanský demokratický střed opět zúčastnil v alianci se Spojenými křesťanskými demokraty. Kandidátka dostala 3.2 % hlasů, v mandátech si nicmeně polepšila na 40 ve sněmovně (z toho 24 CCD) a 29 v senátu (CCD 21). Celá středopravá koalice Dům svobod navíc volby jasně vyhrála; CCD tak získal zastoupení v druhé Berlusconiho vládě a Pier Ferdinando Casini byl navíc zvolen předsedou Poslanecké sněmovny.
V roce 2002 se CCD a CDU sloučily (ještě s uskupením Evropská demokracie) do Unie křesťanských a středových demokratů.

## Volební výsledky

### Poslanecká sněmovna
| Volby | Hlasy      | Hlasy      | Mandáty | Mandáty | Pozice | Postavení |
| Volby | Abs.       | %          | Abs.    | ±       | Pozice | Postavení |
| ----- | ---------- | ---------- | ------- | ------- | ------ | --------- |
| 1994  | v rámci FI | v rámci FI | 27/630  | ▲27     | ▲7.    | Vláda     |
| 1996  | s CDU      | 5.8        | 19/630  | ▼8      | ▼8.    | Opozice   |
| 2001  | s CDU      | 3.2        | 24/630  | ▲5      | ▲6.    | Vláda     |

### Senát
| Volby | Hlasy           | Hlasy           | Mandáty | Mandáty | Pozice |
| Volby | Abs.            | %               | Abs.    | ±       | Pozice |
| ----- | --------------- | --------------- | ------- | ------- | ------ |
| 1994  | součást PdL–PBG | součást PdL–PBG | 12/315  | ▲12     | ▲7.    |
| 1996  | součást PpL     | součást PpL     | 15/315  | ▲3      | ▲6.    |
| 1996  | součást CdL     | součást CdL     | 21/315  | ▲6      | ▲5.    |

### Evropský parlament
| Volby | Hlasy      | Hlasy      | Mandáty | Mandáty | Pozice |
| Volby | Abs.       | %          | Abs.    | ±       | Pozice |
| ----- | ---------- | ---------- | ------- | ------- | ------ |
| 1994  | v rámci FI | v rámci FI | 3/87    | ▲3      | ▲7.    |
| 1999  | 805 320    | 2.6        | 2/87    | ▼1      | ▼9.    |